# سیارک ۴۶۳۷
سیارک ۴۶۳۷ (به انگلیسی: 4637 Odorico، نامگذاری:1989CT) چهار هزار و ششصد و سی و هفتمین سیارک کشف شده‌است که در ۸ فوریه ۱۹۸۹ کشف شد.
قدر مطلق سیارک برابر ۱۳٫۱۰ است.